# برلمان الأونروا العام
البرلمان العام للأونروا أو برلمان الأونروا الطلابي هو البرلمان الذي أنشأته وكالة الأمم المتحدة لإغاثة وتشغيل اللاجئين الفلسطينيين في مدارسها بصيغة ديمقراطية لخلق ممثل عن طلابها وعن اللاجئين الفلسطينيين أمام المجتمع الدولي.

## النشأة
أنشأت وكالة الأمم المتحدة لإغاثة وتشغيل اللاجئين الفلسطينيين أول برلمان عام لها على مستوى مناطقها الخمسة في سوريا ولبنان وقطاع غزة والضفة الغربية والأردن عام 2017 مـ في ورشة عمل مطولة عقدتها في العاصمة العربية بيروت.

## المؤتمرات
أشركت وكالة الغوث الدولية طلابها المركزيين بعدة مؤتمرات دولية حول العالم ليساهموا في تقديم آراء شعبهم كمجتمع لاجئ إلى العالم العربي والمجتمع الدولي والأمم المتحدة.

## المساهمات
أثر البرلمان العام للأونروا في المجتمع الدولي في أزمات الأونروا المالية وحشد التعاطف الدولي لصالح اللاجئين الفلسطينيين وحصل على تعهدات مالية من دول كبرى للالتزام في استمرار تمويل وكالة الغوث الدولية في قطاع التعليم والصحة وخلق فرص العمل والإغاثة وغيرها.
آخرها الحملة العالمية الكرامة لا تقدر بثمن التي لاقت الدعم المناسب من المجتمع الدولي والمانحين لتمويل الأونروا.

## الرأي العام
لاقى برلمان الأونروا الطلابي استحسان المجتمع الدولي والدول المانحة كمعبرين عن آمال اللاجئ الفلسطيني، لما خاض طلابه تدريبات عالية في مجال القانون الدولي والتعاطي مع وسائل الإعلام العالمية وغيرها، كما عبر المانحين على أن برلمان الأونروا العام مثال لجودة التعليم في مدارس اللاجئين الفلسطينيين التي تديرها أونروا.

## الشأن الداخلي
داخل مدارس الأونروا ساهم البرلمان العام المنتخب بتوصيل الفكرة الديمقراطية وتطبيقها للطلاب ومعهم، كما أن البرلمان خلق تواصلا بين الطلاب وإدارة الأونروا لتطوير مدارسهم وفق رؤية واحدة.

## الاجتماعات
يجتمع البرلمان العام للأونروا باستمرارية مع المانحين والدبلوماسيين والسياسيين ومبعوثي الأمم المتحدة لمناقشة الأوضاع العامة للاجئين الفلسطينيين في نطاق عمل unrwa في الشرق الأدنى.